# 3,3-ジメチル-1-ブテン
3,3-ジメチル-1-ブテン（英: 3,3-Dimethyl-1-butene）は、化学式C6H12で表される化合物である。ネオヘキセンの別名を持つ。

## 用途
非常に高いオクタン価を持ち、ガソリン添加剤として利用されるほか、抗真菌薬のテルビナフィンや合成ムスク系香料のトナリドの合成原料となる。

## 製造
イソブテンを、タングステン触媒に接触させることにより得られる。

## 安全性
日本の消防法では、危険物第4類第1石油類（非水溶性）に区分される。